# Экземплярский, Андрей Васильевич
Андре́й Васи́льевич Экземпля́рский (1846—1900) — русский историк-медиевист.

## Биография
Окончил историко-филологический факультет Императорского Санкт-Петербургского университета, ученик К. Н. Бестужева-Рюмина.
Ещё в студенческие годы под руководством Бестужева-Рюмина работал с польскими источниками по истории Смутного времени.
С 1882 по 1887 год младший помощник библиотекаря 1-го (русского) отделения центральной библиотеки Петербургской академии наук. Был преподавателем в гимназиях Польши, в Екатеринбурге и Перми.
Андрей Васильевич Экземплярский — один из авторов Энциклопедического словаря Брокгауза и Ефрона.

## Труды
- Экземплярский А. В. Великие и удельные князья Северной Руси в татарский период, с 1238 по 1505 г. — СПб.: Типография Императорской Академии наук, 1889. — Т.1: Великие князья Владимирские и Владимиро-Московские. — 474 с.
- Экземплярский А. В. Великие и удельные князья Северной Руси в татарский период, с 1238 по 1505 г. — СПб.: Типография Императорской Академии наук, 1891. Т. 2: Владетельные князья владимирских и московских уделов и великие и удельные владетельные князья Суздальско-Нижегородские, Тверские и Рязанские — 696 с.
- Экземплярский А. В. Ярославские владетельные князья. — Ярославль: Типография губернского правления, 1887. — 68 с.
- Экземплярский А. В. Ростовские владетельные князья. — Ярославль: Типография губернского правления, 1888. — 65 с.
- Экземплярский А. В. Владетельные князья Белозерские. — Ярославль: Типография губернского правления, 1888. — 35 с.
- Экземплярский А. В. Угличские владетельные князья. — Ярославль: Типография губернского правления, 1889. — 74 с.